# 김충신
김충신(金忠臣, ? ~ ?)은 신라 시기에 활동한 왕족이다. 성덕왕 때 당나라에 갔다가 734년 귀국하여 현종에게 표를 올려 대동강 이남 땅의 영유권을 인정받았다. 김충신의 후손들로는 고려 충혜왕 때 집현전 태학사를 역임한 김무진(金茂珍)이 있다.